# São Tomé e Príncipe nos Jogos Olímpicos de Verão da Juventude de 2010
São Tomé e Príncipe participou dos Jogos Olímpicos de Verão da Juventude de 2010 em Singapura. Sua delegação foi composta de quatro atletas que competiram em três esportes.

## Atletismo
| Evento          | Atleta                   | Qualificação | Qualificação | Final      | Final        |
| Evento          | Atleta                   | Resultado    | Posição      | Resultado  | Posição      |
| --------------- | ------------------------ | ------------ | ------------ | ---------- | ------------ |
| 100 m masculino | Ailton da Costa Oliveira | 12.11        | 30º (7º q1)  | Não largou | -- (Final D) |

## Canoagem
| Evento                  | Atleta                             | Tomada de tempo | Tomada de tempo | 1ª rodada                                 | Repescagem                                  | Oitavas-de-final   | Quartas-de-final   | Semifinais         | Final              | Final       |
| Evento                  | Atleta                             | Resultado       | Pos.            | Oponente Resultado                        | Oponente Resultado                          | Oponente Resultado | Oponente Resultado | Oponente Resultado | Oponente Resultado | Pos. final  |
| ----------------------- | ---------------------------------- | --------------- | --------------- | ----------------------------------------- | ------------------------------------------- | ------------------ | ------------------ | ------------------ | ------------------ | ----------- |
| Velocidade K1 feminino  | Genanilze Almeida Soares de Ceita  | 2:13.88         | 19º             | RUS Natalia Podolskaya D 2:19.89 (bat. 2) | DEN Ida Villumsen D 2:15.21 (rep. 2)        | Não avançou        | Não avançou        | Não avançou        | Não avançou        | Não avançou |
| Slalom K1 feminino      | Genanilze Almeida Soares de Ceita  | 2:11.99         | 23º             | SLO Ajda Novak D 2:11.50 (bat. 1)         | BLR Aliaksandra Hryshyna D 2:40.27 (rep. 1) | Não avançou        | Não avançou        | Não avançou        | Não avançou        | Não avançou |
| Velocidade K1 masculino | Vanderley Cabral de Assunção Silva | 1:45.22         | 19º             | ESP Íñigo García D 1:42.15 (bat. 5)       | RSA Luke Stowman D 1:44.31 (rep. 5)         | Não avançou        | Não avançou        | Não avançou        | Não avançou        | Não avançou |
| Slalom K1 masculino     | Vanderley Cabral de Assunção Silva | Não completou   | --              | Não avançou                               | Não avançou                                 | Não avançou        | Não avançou        | Não avançou        | Não avançou        | Não avançou |

## Taekwondo
| Evento             | Atleta             | 1ª rodada                         | Quartas-de-final | Semifinais  | Final       | Pos. final |
| ------------------ | ------------------ | --------------------------------- | ---------------- | ----------- | ----------- | ---------- |
| Até 55 kg feminino | Sara Neves Bolivar | VIE Thanh Thao Nguyen D KO 1 0:58 | Não avançou      | Não avançou | Não avançou | 11º        |